# 夢魘 (劍魂)
夢魘是一名登場於由南夢宮旗下的格鬥遊戲《魂之系列》中的虛構人物。夢魘為齊格飛的另一個邪惡的自我，後來在《劍魂III》中與齊格飛分離，而成為了象徵著「邪劍」（Soul Edge）的實體及地獄（Inferno）的化身。
夢魘首次登場於1995年的《刀魂》，並作為角色齊格飛的可能結局之一。在續作《劍魂》中，他被賦予了名字，且還成為了主要角色之一。從此時起，夢魘就一直是「邪劍」的所有者和強大的主要反派，也成為了故事中大多數角色的目標。夜魔在大多數的《魂之系列》中皆有登場，且還都有著不同的外貌。
夢魘在遊戲中主要被塑造成一個暴力和無情的生物，他不斷尋找靈魂來恢復「邪劍」。夢魘看不起人類，認為他們既「可憐」又「愚蠢」，且對他人毫無憐憫，甚至是服侍自己的人；如在《劍魂III》的「Tales of Souls」模式中，他殺死了自己忠實的僕人緹拉。
在《劍魂V》的宣傳物中，夢魘被稱為「毀滅的象徵」（The Symbol of Destruction）。

## 反響
夢魘作為齊格飛的另一個人格和該系列的主要反派都已獲得了讚譽，被被描述為「史上最難忘的格鬥遊戲惡棍之一」。《紐約時報》指出，他的身型大小和外觀和阿斯塔洛斯一樣在該系列中脫穎而出，並表示「他們提供的角色是為那些喜歡索尼·里斯頓到穆罕默德·阿里或俠客·歐尼爾、麥可·喬丹的玩家而設的。」但部份的人批評該角色的強度，如《JIVE Magazine》將他評為《劍魂II》中的幾名「撐著拐杖的平庸角色」之一。
2002年，在《劍魂II》發售前，南夢宮發表了關於他們最喜愛的角色投票，其中齊格飛排名第九，這與御劍平四郎的名次並列。
在《Game Informer》的2009年排行「十大最佳格鬥遊戲人物」中，夢魘位居第二。

## 外部連結
- 劍魂檔案——角色介绍：夢魘（日文） （页面存档备份，存于）